# インターアーバン

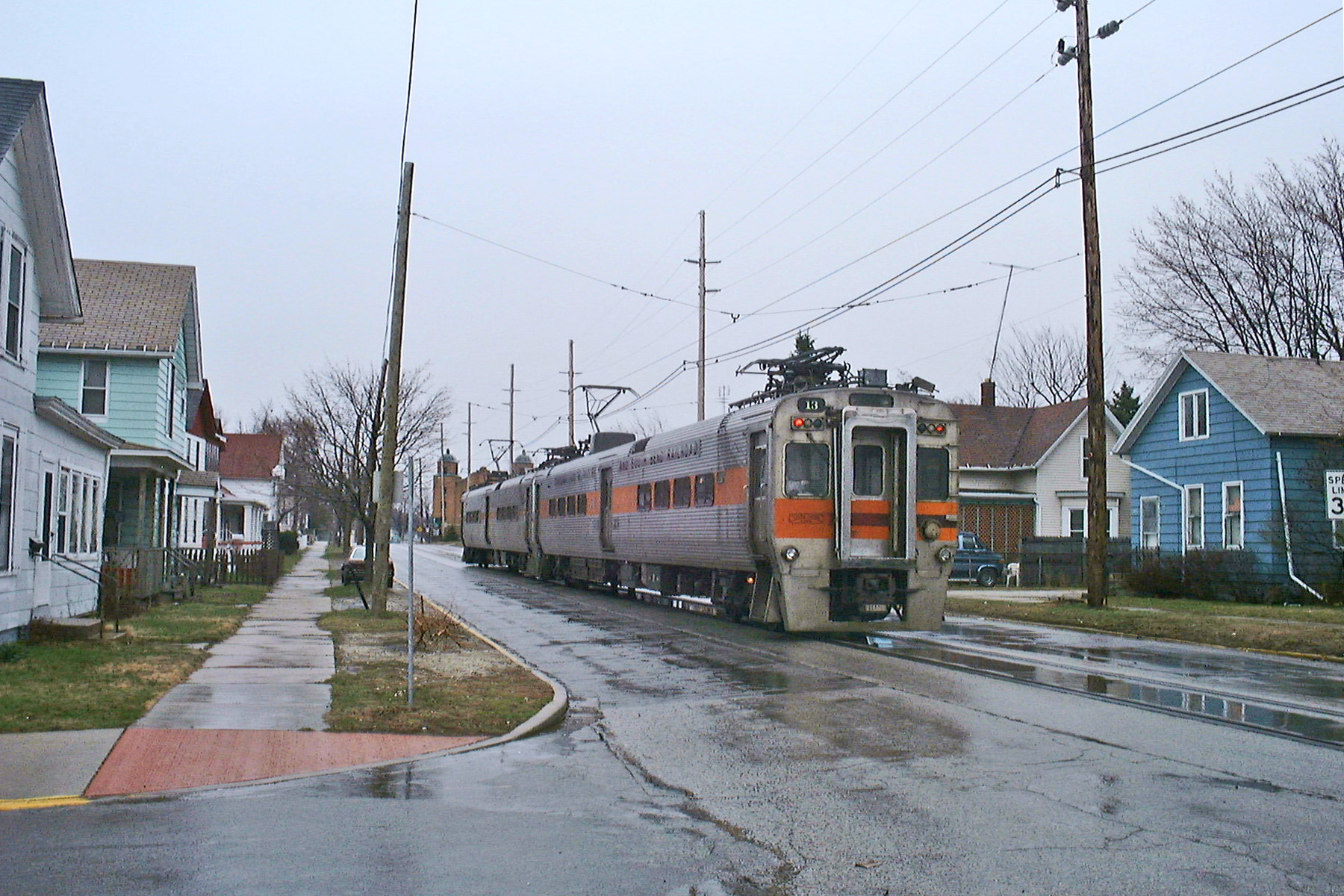
併用軌道を走行するインターアーバン（サウスショアー線）

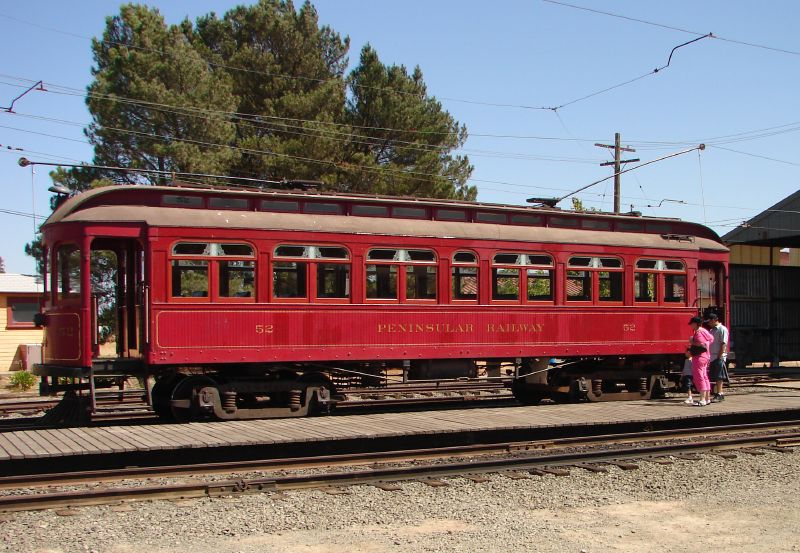
ウェスタン鉄道博物館に保存されているペニンシュラ鉄道のインターアーバン

インターアーバン（英語: Interurban、都市間電気鉄道）は、都市と都市を結ぶ電気鉄道の一体系を指す。数十km程度の都市間を結ぶ路線であり、都市内輸送を中心とする鉄道、数百kmにも及ぶ長距離路線と対比される。北米、日本、西ヨーロッパで普及した。
英語の発音はインタ・アーバンに近く、そこから転じて日本ではインターバンと呼ばれることもある。一部書籍ではドイツ語風のインターバーンという表記も見られるが、英語由来の単語である。

## インターアーバンの定義

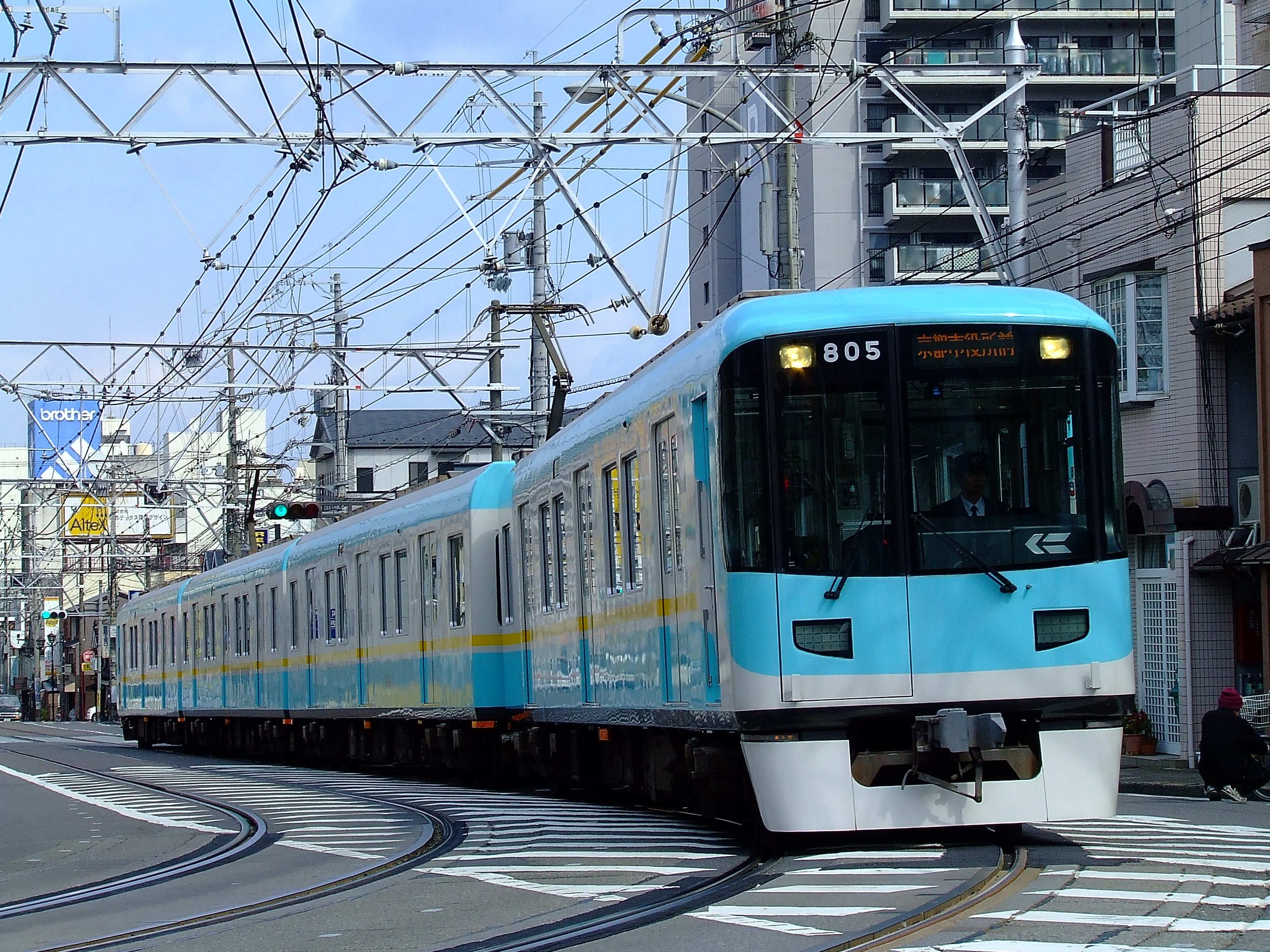
日本のインターアーバンは20世紀半ばまでに廃止されるか普通鉄道に格上げされてきたが、一部中小都市にはその特徴を色濃く残す路線が現存している。（京阪京津線、滋賀県大津市）

「インターアーバン」はアメリカ合衆国を発祥とする。
19世紀の最後の10年間に、アメリカ合衆国の中西部（オハイオ、インディアナ、ミシガン、イリノイの各州）では、都市間を結ぶ電気鉄道が急速に発達した。こうした鉄道について記述したり、語ったりする場合に、「都市と都市を結ぶ電気鉄道」を意味する語「インターアーバン・エレクトリック・レイルウェイ」を略して「インターアーバン」と呼ぶようになったのがその起源である。
当時のアメリカ合衆国で、都市間を結ぶ電気鉄道には二種類が存在した。
一つは都市と農村を連絡するために建設された路面電車網がお互いに接続することで都市間のネットワークを形成したケースである。この種の路線は主としてニューイングランド地方で発達した。農村地域での短距離移動や農村から町に出る際には簡便で適切な交通機関であったが、都市間（拠点間）移動の分野では所要時間がかかりすぎてあまり実用的な存在ではなかった。
もう一つは、初めから都市間の直結を意図して建設された高速路線である。一般にインターアーバンとはこの後者の種類の鉄道を指す。
当時のアメリカ合衆国で都市間連絡を目的とした電気鉄道は以下のような特徴を持っていた。
1. 市街地では併用軌道、郊外では専用軌道を走行する。
2. 当初から電気鉄道として建設されたものが中心だが、蒸気機関車で運行されていた既存の路線を電化したものもある。
3. 旅客輸送収入を主な収入源としていた。
4. 車両はボギー車で、連結運転が行われる事もあった。
5. 機関車よりも軽量な電車を運転するよう設計されていたため、軌道は簡便で済んだ。
6. 所要時間と運行間隔から、50マイル (80 km) 程度離れた都市間内で最もその能力を発揮した。
7. 1890年代から1930年代までに建設された。

上記の特徴を持つ路線をアメリカ合衆国ではインターアーバンと呼ぶことが多い。
7を除けば、これらの特徴は福井鉄道福武線、京阪京津線、広島電鉄宮島線・市内線、鹿児島市電谷山線など日本に現存する都市近郊路線にも共通するものがあり、また過去にこれらの特徴を持っていた都市近郊路線も多い。京王線、東急田園都市線・大井町線、京急本線、近鉄奈良線、阪神本線、山陽電気鉄道本線などがある。
なお、インターアーバンの公式の定義としては、アメリカ合衆国統計局が1902年以降行っていた電気鉄道統計における区分を挙げることができる。アメリカ合衆国統計局は当初、都市間の電気鉄道と郊外の電気鉄道の全てをインターアーバンと定義し、1912年以降は会社規模によって区分をおこなった。こうした定義は、上記のようなイメージとはかけ離れた低規格の路面軌道等を含んでしまうため、路面電車やインターアーバンについての研究を行ったハーバード大学のメーソンやイリノイ大学のデュー、UCLAのヒルトンらは、より実態に即した定義を行っている。それらは上記のような、我々のイメージする定義とほぼ一致するものである。

## アメリカのインターアーバン

### 歴史

#### 黎明期
都市間を結ぶ電気鉄道が実用的なものになったのは1890年代の事である。電気モーターで鉄道車両を走行させる駆動システムには初期の試行錯誤はあったものの、フランク・スプレイグ (Frank Julian Sprague) が1887年に開発した吊り掛け駆動方式は、モーターの回転力を安定して車軸に伝える事を可能にし、以後半世紀にわたって電車の駆動システムの主流をなした。この結果、路面電車の急速な発展がもたらされ、やがては都市市街地以外への電車の進出をも促したのである。1893年ごろからインターアーバンの建設がはじめられ、1900年までに3000キロほどの路線が建設された。

#### 最盛期

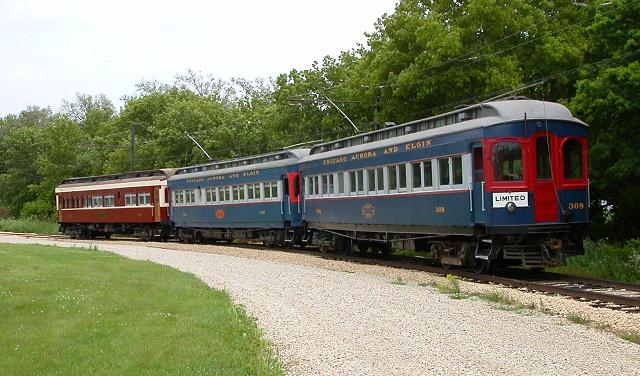
イリノイ鉄道博物館に保存されているシカゴ・オーロラ・アンド・エルジン鉄道のインターアーバン

インターアーバンが急速に普及したのは1901-1908年のことである。1897年にスプレイグが発明した総括制御方式により、連結された複数の電車を先頭車両からの遠隔操作で同調させて運転できるようになり、客車並みの大型の電車を連ねて輸送力を確保できるようになったこと、また19世紀最後の数年間に建設された路線の業績が好調であったことで、爆発的に路線が広まった。全米で2万4000キロの路線が建設され、オハイオ州、ミシガン州、インディアナ州の路線は相互に連絡して広大な路線網が築かれた。
インターアーバンの建設最盛期は1908年に終焉を迎えた。1907年に起こった恐慌の影響が甚大であった事に加え、期待していたほど利益が得られないことが徐々に判明したからである。ミネアポリスから東部に至るアメリカ北東部の隅々を結ぶ路線計画が練られていたが、そのほとんどは実現することがなかった。
インターアーバンの全盛期はその後の10年間である。当初は既存の鉄道路線に比べて格安の運賃も魅力的であったが、中西部の諸州では鉄道の普通運賃の上限を規制する法律が制定され、既存の鉄道会社とインターアーバンの運賃格差はほとんどなくなってしまった。アメリカの蒸気機関車による客車普通列車は平均40-50km/h程度で走行していたが、インターアーバンでは併用軌道が存在するために、速度は平均30-40km/h程度に抑制され、その点でも不利であった。このため、既存の鉄道会社の1日に数本という運行本数に対し、1時間に1本程度の運行間隔を確保し、既存の鉄道会社の列車が存在しないルートに盛んに列車を運行するフリークエントサービスで、集客を図っていた。電車の機動性・軽便性を活かした頻発運転は、蒸気鉄道にはないメリットであった。

#### 衰退期
インターアーバンの衰退は、第一次世界大戦後すぐに始まった。第一次大戦期に進められた農村の道路整備により、既にそれ以前から普及し始めていたバスや自家用車が急速に広まり、「モータリゼーション」が進展したことが原因である。1920年代のバス路線網の拡張は著しく、1920年代半ばには大陸横断を行うバス路線すら登場した。インターアーバンは軌道維持費用の自己負担など自動車にはない不利な点があった。電鉄各社が自らバスの経営に乗り出すことで、1920年代の末頃から路線網の廃止が急速に進んだ。
1930年代、インディアナ州とオハイオ州では、インディアナ鉄道とシンシナティ・アンド・レイクエリー鉄道が、高性能車両による路線の生き残りを図った。インディアナ鉄道では、アルミ合金製の軽量車両を導入し、平均速度を50km/hから70km/hに上げるなどの施策で存続を図ったが、利用客の減少、ニューディール政策に関連して制定された収益の上がる電力事業からの内部補助の禁止を定めた法令、道路整備などの逆境に対抗するのは容易ではなく、第二次世界大戦末期までに中西部の路線のほとんどは消え去った。シカゴの近郊路線のノースショアー線、サウスショアー線、オーロラ・エルジン線は、路線の改良を行い高速運転を可能にし（ハイスピード・インターアーバン）、通勤輸送を担った南カリフォルニアのパシフィック電鉄、貨物輸送で成功を収めたイリノイ州南部のイリノイ・ターミナル鉄道などとともに1950年代半ばになっても旅客輸送を続けていたが、これらの路線はサウスショアー線を除き、1960年代中期までにその営業を取りやめている。

#### 現在
軌道設備がしっかりとしていて、競合する通勤鉄道会社も存在しなかったサウス・ショアー線はその後も存続し、公営組織であるインディアナ州北部通勤輸送公団 (NICTD)として現在でも営業を続けている。フィラデルフィア・SEPTAのノリスタウン線も残存している路線の1つであるが、近郊区間だけが残存しているためにインターアーバンとしての意味は薄れており、1990年代に車両が小型電車に取り替えられたことなどから今日ではライトレールとして扱われることもある。

### 技術
初期のインターアーバンの車両に用いられた技術は、当時の最新の電気鉄道システムであった。架線電圧は直流600Vが中心で、早くからボギー車が用いられ、20世紀初頭以降に導入された車両は総括制御も可能であった。軌間は標準軌である1435mmが中心であるが、アメリカの市街電車では、一般鉄道線貨車の市内への侵入を防ぐために標準軌以外の軌間を採用した都市が多く、それに合わせて特殊な軌間を採用した路線もあった。
長距離路線では変電所の運営コストが問題になったため、1905年ごろからは、送電効率の高い交流電化の採用も行われ、交流3300V・6600Vでの電化が行われた。しかし交流整流子モーターを用いる交流電車は、当時の技術では重量や速度制御の面で問題が大きく、採用した路線は一部、導入期間は短期間に留まった。その後、交流電化と直流電化の両方のメリットを取り入れるために、直流1200V・1500Vの高圧直流電化が行われ、成功を収めた。
速度に関しては、軌道の水準が低いことと、併用軌道が各所に存在したために、特急電車であっても蒸気機関車牽引の普通列車に比べても劣ることが多かった。インターアーバン各社は低料金のパーラーカーやフリークエントサービス、停車駅を多く設けることなどで既存の鉄道路線に対抗した。また、寝台車のサービスも存在した。
車両の大きさは、車体長15 - 20mと路面電車と蒸気運転の鉄道の客車の中間くらいの大きさで、併用軌道区間の急カーブを連結運転で運行できるようにするために長柄の連結器と連結器の首振り幅に対応した丸みをもった前面形状を持つことが特徴であった。極めて急なカーブにも対応できたのが大きな特徴で、中西部のインターアーバンの統一規格では、直通車両に必要な曲線通過能力として連結運転時の最小通過半径35フィート (≒10.7m) を要求していた。このため、貫通路を設けることが難しく、一部の例外を除いて車両間の移動を考慮しない車両がほとんどであった。食堂車の営業を試みた会社も存在したが、車両間に貫通路がないことから列車の全乗客に食事サービスを提供することが難しいため、パーラーカー利用客への軽食のシートサービスとするか、客単価が高く食事時間も長くなることから客の入れ替えを考慮しなくてもいいフルコースの提供をするかのどちらかを選択することがほとんどであった。
車体の外見上もう一つの特色は塗色にあり、中西部の会社の標準的な塗装であったオレンジ色に塗られた車両は、インターアーバン産業のシンボルであった。この他、プルマン寝台車の標準的塗装であるプルマングリーンの他、赤などの塗色がよく用いられた。赤色は日本ではパシフィック電鉄の塗装として有名だが、サザンパシフィック鉄道のオークランドやオレゴン州内の電車運行区間、中西部や東部の電鉄会社の塗装としても用いられ、「レッド・デビル」「レッド・アロー」といったニックネームが今に伝えられている。
市街地の街路には急坂が偏在し、また盛り土や切り通しの費用を節約するために急勾配が多用され、起伏の多い地域での60‰から80‰の急勾配は標準的であった。こうした急勾配は長くて1kmほどで、旅客列車の場合には大きな問題にならなかったが、後に貨物輸送をはじめた際には障害になることがあり、貨物列車の規模の割には大型の電気機関車を導入して対応するケースが多かった。インターアーバン路線の最急勾配は140‰といわれており、レールブレーキを搭載した電車で対応したという。

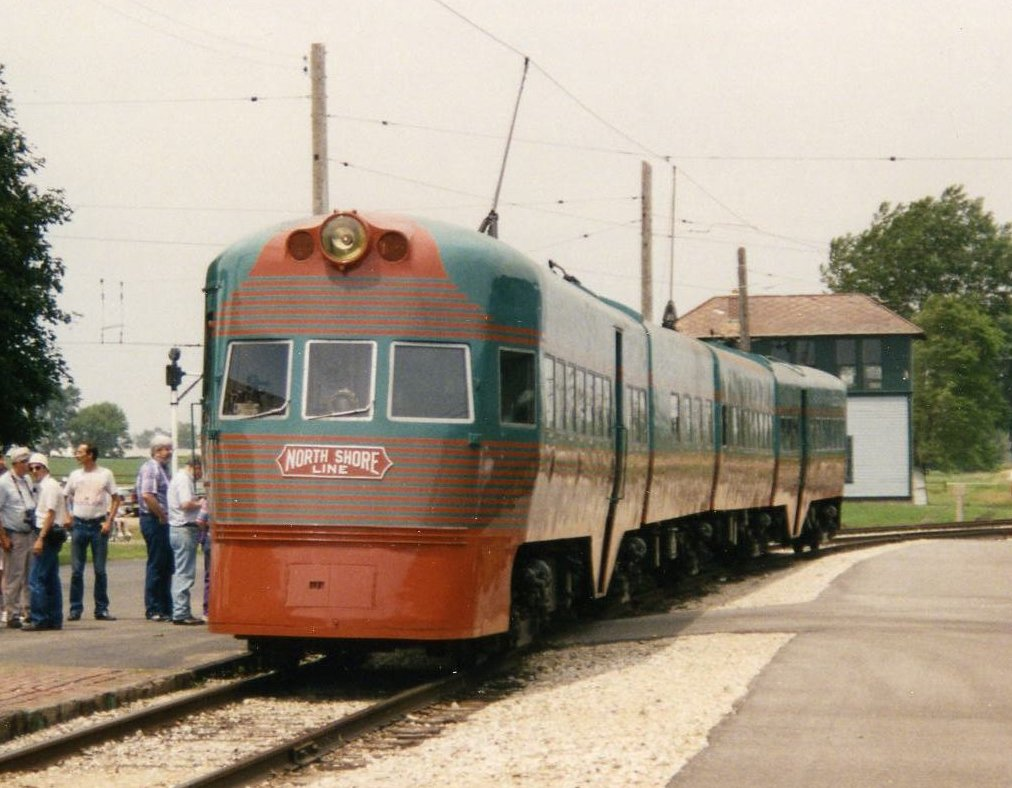
イリノイ鉄道博物館で保存されているエレクトロライナー

### 主要なインターアーバン

#### 東部
- ポートランド・ルイストン・インターアーバン
- ワシントン・ボルチモア・アンド・アナポリス電鉄
- フィラデルフィア・サブアーバン・トランスポート

#### 南部／南西部
- テキサス電鉄（英語版）
- ヒューストン・ガルベストン電鉄

#### 中西部
- イリノイ・トラクション・システム（後にイリノイ・ターミナル鉄道に改名）
- オハイオ電鉄
- デトロイト・ユナイテッド鉄道
- ミシガン・ユナイテッド鉄道（英語版）
- シンシナティ・アンド・レイクエリー鉄道
- インディアナ鉄道（英語版）
- テレホート・インディアナポリス・アンド・イースタン・トラクション・カンパニー（英語版）
- シカゴ・オーロラ・アンド・エルジン鉄道（オーロラ・エルジン線）
- シカゴ・ノースショアー・アンド・ミルウォーキー鉄道（ノースショアー線）
- シカゴ・サウスショア・アンド・サウス・ベンド鉄道（サウスショアー線）
- アイオワ・トラクション鉄道
- シカゴ-ニューヨーク・エレクトリック・エアライン鉄道

#### 西部
- バンバーガー鉄道（英語版）
- サクラメント・ノーザン鉄道（英語版）
- パシフィック電鉄
- キー・システム

### 鉄道史上の意義
インターアーバン路線は既存の鉄道と別個のシステムとして登場したため、既存鉄道の影響を受けることが少なく、経営状態がそれほど良くなかったために増収を図る必要もあって様々な新機軸を生み出し、後の鉄道に影響を与えた。
インターアーバンは運行指令において本格的に電話を採用した最初の鉄道システムであった。インターアーバンの建設を進められた時期はグラハム・ベルの電話機の特許が切れ、AT&T以外の長距離電話網が一時的に展開された時期にあたり、インターアーバンの建設を行った資本家や技術者も電話事業に強い関心を持っていた。電話による運行指令は電信のように訓練された技術者を必要とせず、人件費の節減にも役立ったことから、既存の鉄道各社にも広まることになった。
またインターアーバンのほとんどは、1時間ないしは2時間おきというように等間隔で列車を走らせていたが、ヨーロッパで類似のサービスがインターシティとして行われるようになったのは1934年で、アメリカのインターアーバンの等時間隔運転は先駆的なものであった。
インターアーバンの貨物輸送にも色々な工夫が見られ、貨物電車の運行も行われた。都市内では併用軌道を走行する必要があるために、インターアーバンの貨車には様々な工夫がなされたが、シカゴのノースショアー線は、トラックを貨車に積み込んでそのまま輸送するピギーバック輸送を行っていた。後にアメリカで盛んに行われるようになるピギーバック輸送も、インターアーバンが先駆者であったのである。

## 日本における歴史（アメリカとの比較）

### 日本における初期のインターアーバン路線
アメリカにおけるインターアーバン発達の情報は日本にも早期に伝わった。当時の日本で電気鉄道を積極的に推進していた電気技師としては藤岡市助が有名であるが、藤岡は工学寮電信科卒で、著名な物理学者ウィリアム・トムソンの弟子であり、電気計測機器の開発で名を馳せた物理学者エアトンに直接教育を受けてもおり、知識の上では欧米諸国の技術者と同等以上の水準であった。また、阪神電鉄の建設に携わった三崎省三はスタンフォード大学の電気工学科で教育を受けており、アメリカのインターアーバン建設に携わった同窓には事欠かなかった。電気鉄道の隆盛を報じたアメリカの業界誌は、日本でも技術者や帝国大学で購読されており、その記事の中には日本人技術者が投稿した日本の電気鉄道の動向に関するレビューすら存在した。このため、インターアーバン建設にあたっては技術的な問題よりも、日本の法律（規制）、交通事情、経済事情に合致する路線をどう建設するかというのが大きな課題となった。
こうした課題を乗り越え、日本で最初にインターアーバンを開業させたのは阪神電気鉄道（阪神）であった。阪神は、大阪 - 神戸間の並行線開業に反対する鉄道作業局が所管する私設鉄道法ではなく、内務省と鉄道作業局が共同で所管していた軌道条例に依拠し、しかも当時の内務省幹部であった古市公威から「線路のどこかが道路上にあればよかろう」との了解を得ることで、ほぼ全線を高速運転に有利な専用軌道とするという、法の抜け穴を突いた奇策によって、1905年（明治38年）4月に大阪出入橋 - 神戸三宮間のインターアーバン路線（後の阪神本線）を開業させた。従来の路面電車に比べ、軌道、車両ともに高規格の設備は、当時の阪神電鉄技師長であり建設時にもアメリカ視察を行った三崎の意向を反映したもので、建設ブームの真っ只中にあったアメリカのインターアーバンに範を採ったものであった。この阪神を前例として、同年12月には京浜電気鉄道が神奈川まで延伸され、品川（東京） - 神奈川（横浜）間の都市間運行を行うようになった（後の京急本線）。
日本での初期のインターアーバンとしては、この他に1910年（明治43年）の名古屋電気鉄道郡部線（後の名鉄犬山線、津島線など）、京阪電気鉄道京阪本線の事例などを挙げることができる。いずれもアメリカのインターアーバンの影響を強く受けていた。特に郡部線は小型車による短距離運行ではあったものの、やはりアメリカのパシフィック電鉄での視察結果をもとに建設され、多くの事例に倣い、市街電車路線を利用して都心部に乗り入れていた。京阪本線も路線免許の競合に由来する諸事情により同様の計画を持っていたが、大阪市側の政策変更で市街電車路線（大阪市電）への乗り入れは実現しなかった。

### 日本におけるインターアーバンの展開
これ以降も、インターアーバン的な私鉄路線の建設は盛んに行われたが、その性質は本家のアメリカのものとは徐々に乖離するようになっていった。アメリカのインターアーバンの建設が1908年を境にあまり行われなくなったのに対し、日本ではむしろそれ以降に盛んとなり、1930年代まで新規路線の開業が続いたのは、もっとも大きな相違点といえる。第一次世界大戦以降は、日本のインターアーバンはアメリカのものとは別個に、独自の発展を遂げることになった。
建設時期や専用軌道区間が多く、通勤輸送が主体であるという特徴はロサンゼルスのパシフィック電鉄などにも共通した特徴であるが、日本はアメリカとは異なり、電気鉄道の発展期に自動車の影響をほとんど受けなかった。モータリゼーションの遅れから1930年代までバスの影響を受けず、バスが普及した1930年代以降も道路整備が貧弱であったことから、零細規模な路線を除いては鉄道がバスより優位であった。さらに自家用車に至っては1960年代まで競争相手とはならず、路線の近代化などを後年まで継続して行うことができた。
さらに日本のインターアーバン各社は、輸送需要の喚起を兼ねた経営多角化に積極的に取り組んだ。電鉄会社が副業として不動産業や遊園地を経営する事例はアメリカでも多くみられ、駅に併設された市場（フィラデルフィアのレディングターミナルなど）や百貨店（クリーブランドユニオン駅など）もアメリカの事例が先行するが、長期間に渡って鉄道業とともに安定的な発展を成し遂げ、高い知名度を得るようになったという点で、日本の事例は特異的である。
電鉄企業自体がディベロッパーとなった沿線不動産開発や、日本における鉄道駅併設型百貨店（ターミナル・デパート）経営などは、小林一三率いる阪急によって先鞭が付けられ、1930年代以降特に盛んとなり、鉄道事業本体と並んで私鉄企業の重要な収益部門へと成長していった。やがて大手電鉄企業各社は鉄道業のみに留まらず、半ばコングロマリット（多角化大企業）化するという特異な発達経過をたどる。
1920年代から1930年代初頭にかけ、日本における第二世代のインターアーバン路線として阪神急行電鉄（現：阪急神戸本線）、愛知電気鉄道豊橋線（現：名鉄名古屋本線神宮前以東）、神戸姫路電気鉄道（現：山陽電気鉄道本線明石以西）、新京阪鉄道（現：阪急京都本線）、阪和電気鉄道（現：JR西日本阪和線）、小田原急行鉄道（現：小田急小田原線など）、東武鉄道（現：東武日光線など）、奈良電気鉄道（現：近鉄京都線）、大阪電気軌道（現：近鉄奈良線など）、九州鉄道（現：西鉄天神大牟田線）などが建設された。また関西では、1934年に京阪神緩行線が開業し、日本でも珍しい官営インターアーバンが誕生した。
これらはいずれも直線主体の線形を備え、直流1,500 V電化や100ポンド級（45 - 50 kg）重軌条の採用など概して高規格であり、その中でもレベルの高かった阪急・新京阪・阪和・参急等の関西私鉄では、当時の鉄道省（国鉄）特急列車の表定速度を凌ぐほどの高速電車が運行されていた。阪和が運行した超特急に至っては、戦後も14年間破られない日本の表定速度記録を有したほどである。
これら日本の第二世代インターアーバン各社は1910年に改良工事を行い、専用軌道上では平均105 km/hの運行を行っていたワシントン・ボルチモア・アナポリス電鉄や、1919年にシカゴ高架鉄道への直通運転を開始したノースショアー線など、アメリカでの事例を参考にしたものとも考えられるが、同時期のアメリカでは、既存の大手幹線鉄道であるペンシルバニア鉄道とニューヨーク・セントラル鉄道のニューヨーク近郊区間で電化が進められてもおり、いずれの事例を参考にしたかは定かでない。

### 以後の影響
衰退期に入っていた1920年代のアメリカのインターアーバンから日本が直接に学ぶことは少なかったが、それでもなお技術的な影響は強かった。第二次世界大戦前の日本の第二世代インターアーバンはその相当部分が、ウェスティングハウス・エレクトリック、ゼネラル・エレクトリック、ウェスティングハウス・エア・ブレーキ、J.G.ブリル、ボールドウィン等々のアメリカの鉄道関連メーカーの技術的支配・系譜の下にあったと評しても過言ではない。
こうしたアメリカの電気鉄道技術自体は、インターアーバン衰退後も主要都市の地下鉄車両などを基盤として、第二次世界大戦直後まで世界的な優位に立っており、日本で1950年代に成し遂げられた電車の高性能化（カルダン駆動方式、電磁直通ブレーキなどの新技術導入）も、多くはアメリカ発の技術であった。
日本のメーカーは戦後まで、欧米のメーカとの提携により、その技術を吸収していた。例えば電気機器は、以下のような関係が存在した。現在でもその影響は残っている。
- 日立製作所－ゼネラル・エレクトリック（提携でなくリバースエンジニアリングの特許回避が目的）
- 東芝－ゼネラル・エレクトリック
- 三菱電機－ウェスティングハウス・エレクトリック
- 富士電機－シーメンス
- 東洋電機製造－イングリッシュ・エレクトリック（デッカー）（現在はアルストムに吸収）

大半の電機メーカーは提携先メーカー製品の完全なデッドコピー品を製造してそのノウハウの吸収に努めたが、日立製作所に限っては電動機も制御器もその最初期より独自設計の方針を打ち出していた。
インターアーバンの系譜上にある日本の電気鉄道および電気車技術が、アメリカの影響を脱して独自性を発揮するに至るのは1950年代後半以降のことである。